# La Maison maudite (téléfilm)
Ne doit pas être confondu avec La Maison maudite.
Pour plus de détails, voir Fiche technique et Distribution.
La Maison maudite (This House Possessed ; littéralement « Cette maison est possédée ») est un téléfilm d'horreur américain réalisé par William Wiard, diffusé en 1981.

## Synopsis
Gary Straihorn (Parker Stevenson) est chanteur de rock. Alors qu'il est en plein concert, il fait un  malaise devant le public, à la suite d'une dépression nerveuse, et, plutôt que de rester à l'hôpital, il se réfugie dans une belle maison, à la campagne et embauche pour ses soins son amie Sheila Moore (Lisa Eilbacher), infirmière.
Cette dernière, ayant perdu les souvenirs de ses premières années, semble avoir déjà vu cette étrange maison. Une vieille dame, (Joan Bennett), qui en sait plus sur l'horrible et sombre secret qui entoure la demeure leur apprend que Sheila y a déjà vécu auparavant.
La petite amie du chanteur qui lui rend visite et la bibliothécaire qui est venue lui remettre quelques coupures d'articles de journal y meurent ensuite l'une après l'autre dans d'étranges circonstances…

## Fiche technique
Sauf indication contraire, les informations mentionnées dans cette section peuvent être confirmées par la base de données cinématographiques IMDb,  présente dans la section « Liens externes ».
- Titre original : This House Possessed
- Titre français : La Maison maudite
- Réalisation : William Wiard
- Scénario : David Levinson
- Musique : Billy Goldenberg
- Décors : Jack De Shields et Dale Koeppe
- Photographie : Thomas Del Ruth
- Montage : Leon Carrere
- Production : David Levinson
- Production déléguée : Leonard Goldberg
- Sociétés de production : Leonard Goldberg Productions et Mandy Productions
- Société de distribution : American Broadcasting Company
- Pays de production :  États-Unis
- Langue originale : anglais
- Format : couleur (Metrocolor) - son mono - format 1.33:1
- Genre : horreur
- Durée : 96 minutes
- Dates de diffusion :
  - États-Unis : 6 février 1981 sur ABC
  - France[Quand ?]

## Distribution
- Parker Stevenson (VF : Jean-Claude Montalban) : Gary Straihorn
- Lisa Eilbacher (VF : Virginie Ledieu) : Sheila Moore
- Slim Pickens (VF : Serge Sauvion) : Arthur Keene
- Joan Bennett : la sans-abri
- Shelley Smith : Tanya
- Bill Morey : Robbins
- Jan Shutan : Helen
- David Paymer : Dr Pasternak
- Jack Garner : Feeney
- K Callan : Lucille
- Barry Corbin : le lieutenant Fletcher
- John Dukakis : Donny
- Amanda Wyss : Holly
- Ivy Bethune : Martha
- Philip Baker Hall : le réceptionniste

## Production

### Développement
En pleines écritures du scénario, le producteur David Levinson écrit sous le titre original American Gothic (« Gothique américain »), avant de le modifier en This House Possessed (« Cette maison est possédée »).

### Tournage
Le tournage a lieu en Californie, précisément à Rancho Santa Fe dans le comté de San Diego, où se situe la maison moderne d'une valeur de 25 millions de dollars sur 220 hectares de terres pendant trois semaines, et aux studios de Warner Hollywood.

### Musique
La musique du film est composée par Billy Goldenberg. L'acteur Parker Stevenson y interprète trois chansons, écrite par Carol Connors et composée par Billy Goldenberg, :
- I Kept Believing in You
- Sensitive You're Not
- You Played Me Like a Song